# Légion des volontaires étrangers de Lauzun
La Légion des volontaires étrangers de Lauzun dite aussi Légion de Lauzun est un corps militaire interarmes (infanterie, artillerie et cavalerie) formé de volontaires étrangers au service de l'Ancien Régime à la fin du XVIIIe siècle. Son colonel propriétaire était Armand Louis de Gontaut-Biron, Duc de Lauzun, le colonel commandant étant le comte Robert Guillaume Dillon. Cette légion mixte d'un millier de volontaires prit part à la guerre d'indépendance des États-Unis de juillet 1780 à mai 1783.

## Origines et campagnes

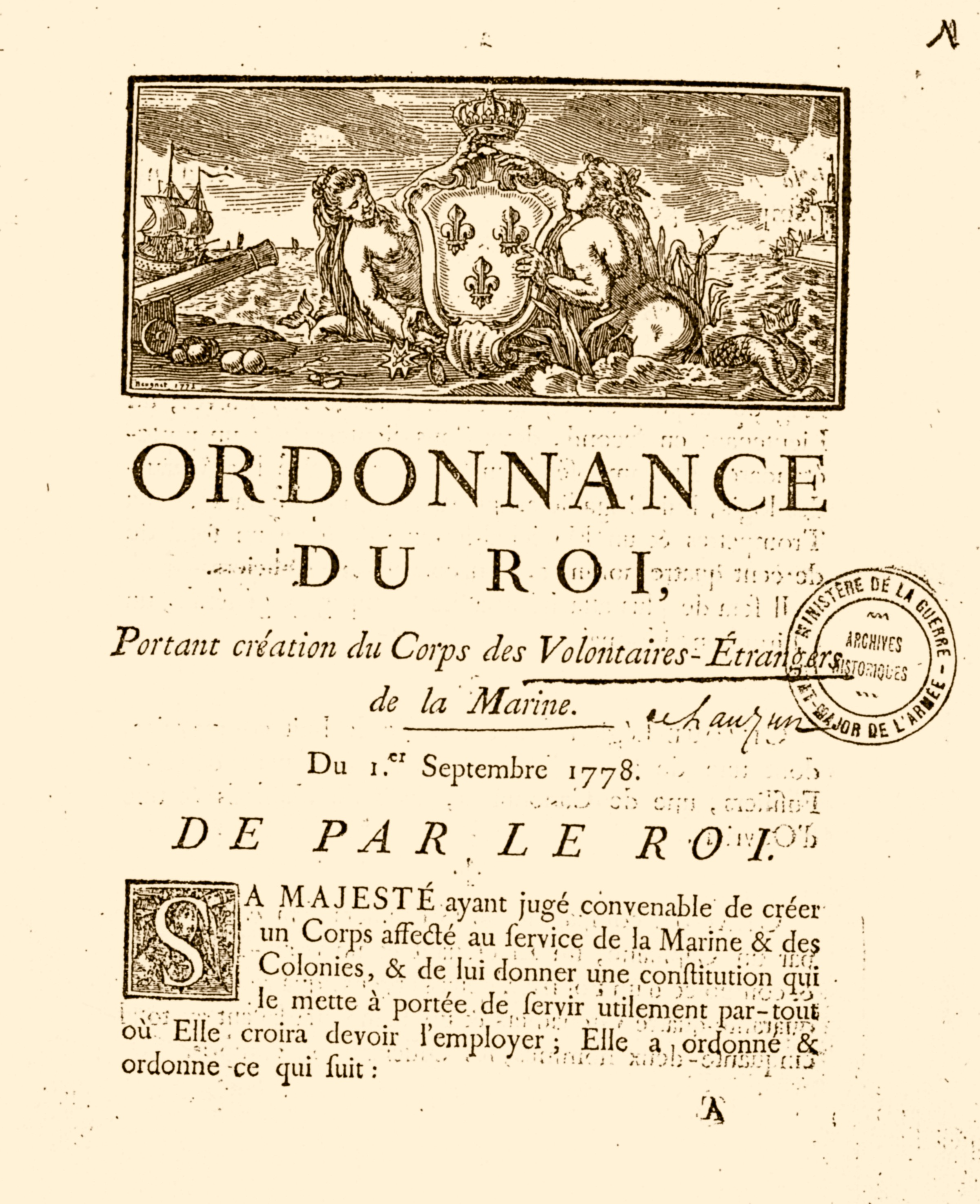
Ordonnance de 1778 de création du corps des Volontaires Étrangers de la Marine (Archives SHD)

Le  1er septembre 1778 voit la  création du corps des Volontaires-Etrangers de la Marine, affecté au service de la Marine et des Colonies, composé en théorie de 8 légions mixtes et d'une compagnie générale, pour participer à la guerre contre le Royaume de Grande-Bretagne : chacune des légions était constituée d'après l'ordonnance de septembre 1778 de la façon suivante : 
- un état-major composé d'un commandant, d'un aide-major, d'un porte drapeau, d'un adjudant et d'un chirurgien
- 2 compagnies de fusiliers, chacune de 79 hommes et 3 officiers
- 1 compagnie de chasseurs, de 79 hommes et 3 officiers
- 1 compagnie de grenadiers, de 79 hommes et 3 officiers
- 1 compagnie de canonniers de 79 hommes et 3 officiers, avec 4 canons "à la suédoise" (canon de 4 livres)
- 2 escadrons de hussards, chacun d'une compagnie de 52 cavaliers et de 3 officiers
- 1 compagnie d'ouvriers commandée d'un lieutenant et d'un sous-lieutenant
Il était prévu un état-major général pour l'ensemble de 8 légions complété d'une "compagnie générale" de 104 hussards. Finalement trois légions seulement furent réellement mises sur pied.
Le 5 mars 1780, la 2e Légion des volontaires étrangers de la marine change de nom pour devenir la 2e légion des volontaires étrangers de Lauzun ou Légion de Lauzun.
Elle prend part à la guerre d'indépendance des États-Unis de 1780 à 1783. Cette unité mixte (une compagnie de grenadiers, une compagnie de chasseurs, deux escadrons de hussards, une compagnie de canonniers) débarqua à Newport (Rhode Island) en juillet 1780 et passa l'hiver à Lebanon (Connecticut) : les deux compagnies de fusiliers furent laissées en France et participèrent en février 1782, sous les ordres du comte Armand de Kersaint aux opérations de capture de la Guyane néerlandaise occupée par les troupes anglaises.
La légion de Lauzun s'illustra pendant le siège de Yorktown, principalement devant Gloucester le 3 octobre 1781 où ses hussards chassèrent du champ de bataille la cavalerie britannique du colonel Banastre Tarleton. L'unité resta aux États-Unis d'abord à Hampton (Virginie), puis en février 1782 à Charlotte Court House (Virginie), avant de se déplacer en juillet 1782 vers New York. La légion quitta les États-Unis en mai 1783.

68 officiers, sous-officiers, artilleurs, chasseurs et hussards de ce corps sont morts aux États-Unis durant guerre d'indépendance des États-Unis.
Le 14 septembre 1783, la légion devient le régiment de Lauzun hussards et passe au service du ministère de la Guerre.

## Équipement

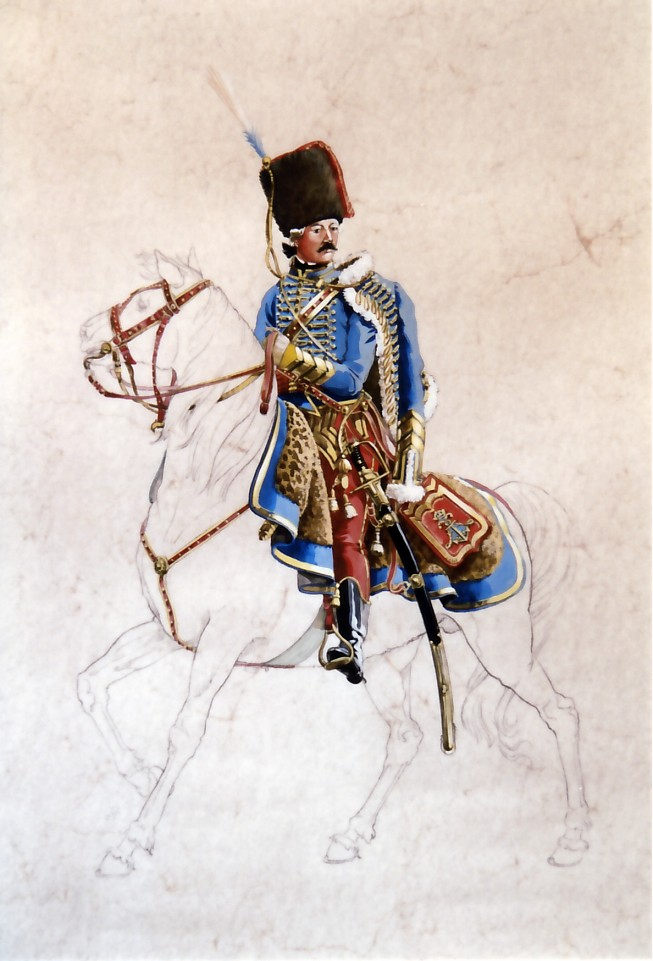
Lieutenant-colonel de la Légion de Lauzun, dessin original de M. Pétard, collection GAM

### Habillement

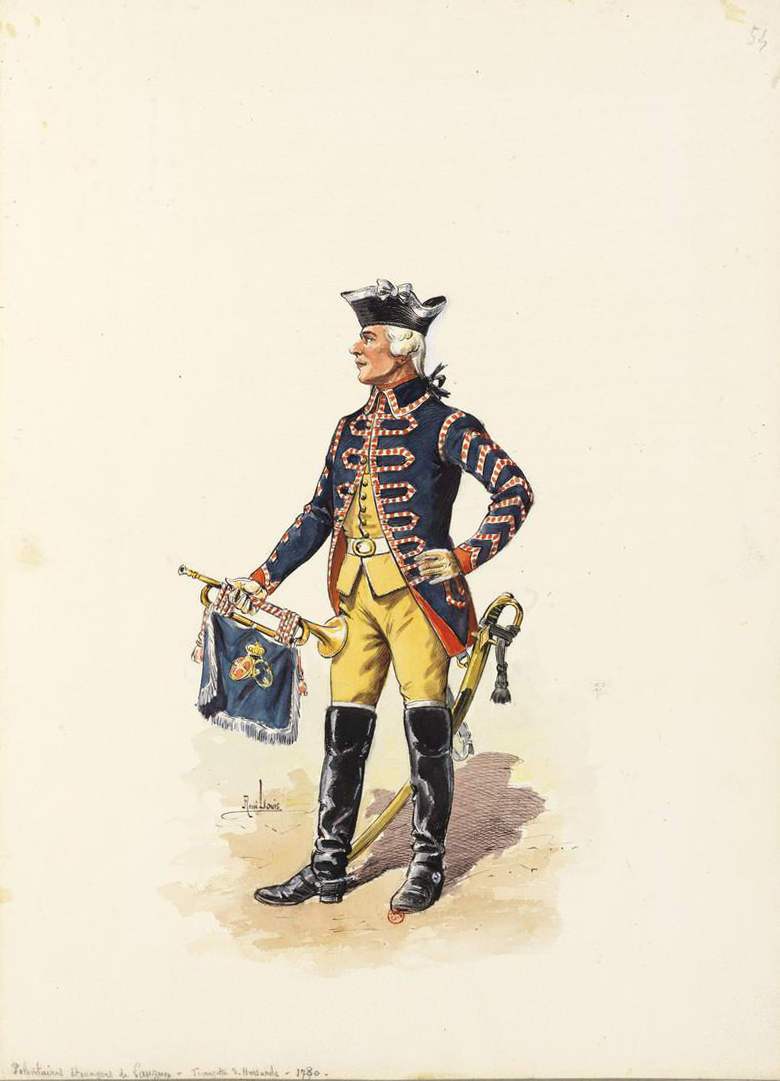
Trompette des hussards des volontaires étrangers de Lauzun en 1780.

## Mémoire et traditions
Le 5e régiment de hussards est l'héritier des traditions de la Légion de Lauzun.